# 紀元前71年
紀元前71年（きげんぜん71ねん）は、ローマ暦の年である。

## 他の紀年法
- 干支 : 庚戌
- 日本
  - 崇神天皇27年
  - 皇紀590年
- 中国
  - 前漢 : 本始3年
- 朝鮮
  - 檀紀2263年
- 仏滅紀元 : 473年
- ユダヤ暦 : 3690年 - 3691年

## できごと

### ローマ
- 第三次奴隷戦争が終了した。スパルタクスに率いられた奴隷の反乱は、マルクス・リキニウス・クラッススの指揮するローマ軍に鎮圧された。捕らえられた奴隷は、アッピア街道に沿って裸で磔にされた。
- ネセバルがローマ帝国の支配下に入った。

## 誕生
- 王政君、前漢の元帝の皇后（+ 紀元前13年）

## 死去
- スパルタクス、ローマの奴隷で反乱の指導者（* 紀元前109年）
- 許平君、前漢の宣帝の皇后（* 紀元前89年?）